# Dichetophora kumadori
Dichetophora kumadori är en tvåvingeart som beskrevs av Masahiro Sueyoshi 2001. Dichetophora kumadori ingår i släktet Dichetophora och familjen kärrflugor. Inga underarter finns listade i Catalogue of Life.